# Planinica (gmina Dimitrovgrad)
Planinica (cyr. Планиница) – wieś w Serbii, w okręgu pirockim, w gminie Dimitrovgrad. W 2011 roku liczyła 2 mieszkańców.